# Jules Cornu
Jules Cornu (* 24. Februar 1849 in Villars-Mendraz; † 27. November 1919 in Leoben) war ein Schweizer Romanist.

## Leben und Werk
Cornu studierte bei Edmund Stengel in Basel und bei Gaston Paris in Paris. Er promovierte 1874 in Basel mit einer Arbeit über die Dialekte des Pays-d’Enhaut und lehrte dann bis 1877 an der Universität Basel (ab 1876 als außerordentlicher Professor für romanische Philologie), wo er Jules Gilliéron, Rudolf Thurneysen und Carlo Salviani als Schüler hatte. Von 1877 bis 1901 war er als Nachfolger von Wendelin Foerster Ordinarius für romanische Philologie an der Karl-Ferdinands-Universität in Prag, von 1901 bis 1911 an der Universität Graz. Cornu, der selbst Dialektsprecher war, gehörte zur philologischen Kommission des Glossaire des patois de la Suisse romande.
Jules Cornu war der Vater des Mineralogen Felix Cornu.

## Werke
- Chants et contes populaires de la Gruyère, in: Romania 4, 1875, Nachdruck New York 1966
- Phonologie du Bagnard, in: Romania 6, 1877
- Cancioneiro geral. Phonologie syntactique et mesure des mots, in: Romania 12, 1883
- Die portugiesische Sprache, in: Gustav Gröber: Grundriss der romanischen Philologie. Bd. 1,  Straßburg 1888, S. 715–803, 2. Auflage unter dem Titel Grammatik der portugiesischen Sprache, Straßburg 1906, S. 916–1037
- Beiträge zur lateinischen Metrik, Wien 1908